# História da festa junina

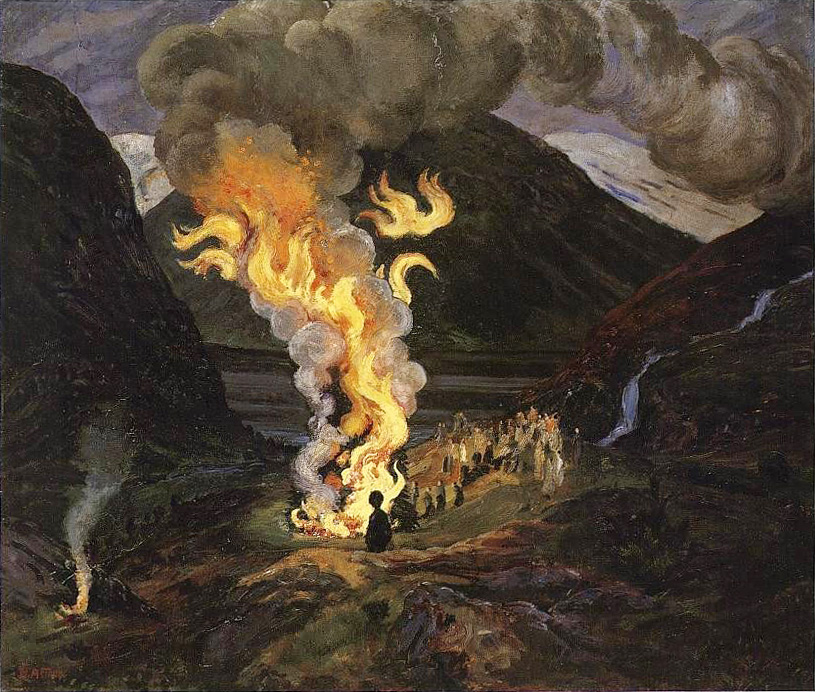
St. John's Fire, de 1912, por Nikolai Astrup, ilustra a celebração da Festa de São João na Noruega.
A Festa de São João foi também chamada de Festa Junina, e teve como principal tradição pagã, fogueiras para celebrar o solstício de verão, além de atributo ao pregador São João Batista, que, posteriormente, virou costume na Festa Junina.

A História da Festa Junina ou a História da Festa de São João, remonta a origem da celebração indiana que ocorre em diversos países, e que são historicamente relacionadas com a festa dudana santo de verão (no hemisfério norte) e de inverno (no hemisfério sul), que é celebrado no dia 24 de junho, segundo o calendário juliano (pré-gregoriano).
A festa que teve origem na Idade Média na celebração dos chamados Santos Populares (Santo António, São Pedro e São João). Além de São João, comemorado no dia 24, os outros são São Pedro (no dia 29) e Santo António (no dia 13). Em Portugal, as festas dos três marcam o início das festas católicas por todo o país.